# Stig Engström (skuespiller)
Stig Gunnar Engström (født 14. januar 1942) er en svensk skuespiller, der har medvirket i over 65 film og tv-serier.
Engström blev født i Stockholm, men voksede op i Göteborg. Han tog sin uddannelse på Calle Flygare Teaterskola og var også elev på Teaterhögskolan i Malmö fra 1964 til 1967.

## Udvalgt filmografi
- Badarna (1968)
- Duet for kannibaler (1969, ukrediteret)
- Georgia, Georgia (1972)
- Hammarstads BK (tv-serie, 1977)
- Jeg hedder Maria (1979)
- Sinkadus (tv-serie, 1980)
- Sejled' op ad åen (1981)
- Moa (1986)
- Mio, min Mio (1987)
- Politimorderen (1994)
- Vendetta (1995)
- Anna Holt - Polis (tv-serie, 1996-1999)
- Den sidste kontrakt (1998)
- Naken (2000)
- Skeppsholmen (tv-serie, 2003-2004)
- Exit (2006)
- Vidunderlig kærlighed (2006)
- Vidunderlig og elsket af alle (2007)
- Beck (tv-serie, 2007)
- Höök (tv-serie, 2008)
- Livet i Fagervik (tv-serie, 2008)
- Stormen (tv-serie, 2009)
- Pax (2011)
- Gynekologen i Askim (tv-serie, 2011)
- Irene Huss (tv-serie, 2011)
- Broen (tv-serie, 2011)
- Tidsrejsen (2011)
- Præsten i paradis (2015)
- Velkommen til Ängelby (tv-serie, 2015)
- Lögner att älska (2023)